# Archon Satani
Archon Satani war ein Death-Industrial-Projekt aus Stockholm.

## Geschichte
Archon Satani bestand von 1990 bis 1993 in einer Besetzung aus Tomas Pettersson und Mikael Stavöstrand. Sie arbeiteten zusammen bis Pettersson das Projekt aufgrund persönlicher Differenzen verließ und sich vornehmlich Ordo Equilibrio widmete.
Stavöstrand führte Archon Satani vorerst als Soloprojekt fort. Mit dem 1997 über Cold Spring Records veröffentlichten Album The Righteous Way to Completion endeten die Aktivitäten von Archon Satani. Bis dahin zählte das Projekt mit mehreren Veröffentlichungen über das Cold-Meat-Industry-Sublabel Sound Source zu den typischen Interpreten der Label Cold Meat Industry und Staalplaat und zu den Initiatoren des Death Industrial.

## Stil und Inhalt
Die Musik von Archon Satani ist konzeptionell auf den atheistischen Satanismus von Anton Szandor LaVey und Aleister Crowleys Thelema ausgerichtet. Diesem Rahmen entsprechend mutet der Musik meist ein ritueller Aspekt an, der als unheilige Begräbnismusik oder apokalyptische Klagelieder assoziiert wird. Dabei kombiniert Archon Satani „minimalistischen Ambient“ mit „höllischen Melodien“. Von ätherischem Dröhnen und einer „rätselhaften Atmosphäre“ gleitet die rhythmusarme Musik aus Dröhnen, Knarren, Rasseln, Rauschen, Klirren, Glockenschläge und Raunen kaum zu identifizierender Stimmen „ziellos durch ein unmenschliches Universum unaussprechlichen Horrors.“

## Diskografie
- 1991: Memento Mori (Album, Sound Source)
- 1991: Virgin Birth (Album, Sound Source)
- 1992: Beyond all thee Sickness (Album, A.C. Recordings)
- 1993: Mind of Flesh & Bones (Album, Staalplaat)
- 1994: In Shelter (Album, Dark Vinyl Records)
- 1997: The Righteous Way to Completion (Album, Cold Spring Records)
- 1997: The Final Completion (EP, Cold Spring Records)
- 2002: Of Gospels Lost and Forsaken (Kompilation, Cold Meat Industry)